# Fronteira Iraque–Turquia
A fronteira entre o Iraque e a Turquia é a linha de 352 km de extensão, no Curdistão, que separa o extremo leste da Capadócia, Turquia dos muhafazat (províncias) Dahuk e Arbil do Iraque. A leste se inicia na tríplice fronteira Iraque-Turquia-Síria, por onde passa o Rio Tigre, indo até a fronteira tripla dos dois países com o Irã.
Essa fronteira, situada numa região totalmente curda, se definiu como internacional com a dissolução do Império Otomano ao final da Primeira Grande Guerra, sendo que a definitiva separação da Turquia se deu em 1920.